# Modalidad
En lingüística, la modalidad puede entenderse desde distintas perspectivas, la que predomina es la categoría gramatical, que se refiere a la expresión de la actitud del hablante respecto al contenido proposicional del enunciado, lo que se conoce como el "estatus" del enunciado. A veces se usa el término "fuerza ilocutiva" con el mismo sentido que modalidad. La expresión gramatical de la modalidad en cada lengua se conoce como modo gramatical.
Para la Semántica y la Semiótica, la modalidad es la manera como el locutor se relaciona con su mundo y puede definirse como "el predicado que rige y modifica a otro predicado" de un enunciado y permiten saber "si un predicado es verdadero o falso; si es necesario, contingente o posible; si es cierto, incierto, probable o improbable".
En términos de modalidad, la división principal entre enunciados distingue los "reales" (el hablante entiende que el contenido del enunciado es cierto, es decir, coincide con la realidad) o "no reales". El contenido puede ser "no real" cuando se trata del enunciado de un deseo, una orden, una suposición, etc. Para referirse a esta oposición se usan siempre los términos latinos realis e irrealis.

## Principales distinciones
En el estudio de la modalidad hay dos distinciones principales:
1. La primera es la que distingue realis de irrealis.
2. La segunda distingue la modalidad deóntica de la epistémica.

## Modalidad y Modo
Aunque a veces se usan de forma intercambiable, la modalidad es distinta del modo. El modo designa la expresión gramatical (en cada lengua) de la modalidad, y ésta se refiere a los sentidos que expresa el enunciado. Todas las lenguas pueden indicar distintas modalidades del enunciado, pero solo algunas poseen recursos gramaticalizados para hacerlo (por ejemplo, morfemas verbales). Modo y modalidad están por tanto relacionados de la misma manera que aspecto y aspectualidad.

## Relaciones con otras categorías gramaticales
La modalidad es una categoría que puede interseccionarse con otras, principalmente la aspectualidad, el tiempo, la evidencialidad y la condicionalidad.

## Formas de expresar la modalidad

### Morfología verbal
En muchas lenguas la modalidad se expresa mediante morfemas verbales (llamados morfemas de modo). Es el caso de muchas lenguas indoeuropeas como el español, el latín, el griego antiguo, etc. En las lenguas flexivas como el español, los morfemas de verbales expresan varias categorías simultáneamente (en el caso del español, el tiempo y el modo, por ejemplo).

### Partículas
En lenguas como el griego antiguo, la modalidad puede expresarse mediante una partícula, en relación con un determinado modo verbal.

### Auxiliares
Lenguas como el inglés o el alemán emplean verbos auxiliares (como may, can, para la expresión de ciertos tipos de modalidad.